# Costa Tropical de Granada
La mancomunidad de la Costa Tropical de Granada es una agrupación voluntaria de municipios (mancomunidad) de la provincia de Granada, en Andalucía (España). 
Todos los municipios mancomunados pertenecen a la comarca de la Costa Granadina (excepto Murtas y Turón, que se sitúan en la Alpujarra) y a los partidos judiciales de Motril, Almuñécar y Órgiva.
Tiene como objetivo la ordenación del territorio y urbanismo, las obras públicas, el medioambiente, la limpieza, el abastecimiento de aguas y saneamiento integral, la prevención y extinción de incendios y Protección Civil, las comunicaciones y transportes, los medios de comunicación y difusión social, la sanidad, el desarrollo económico, el bienestar social y la cooperación administrativa.
La Costa Tropical de Granada se ha configurado como un destino turístico a nivel nacional e internacional.

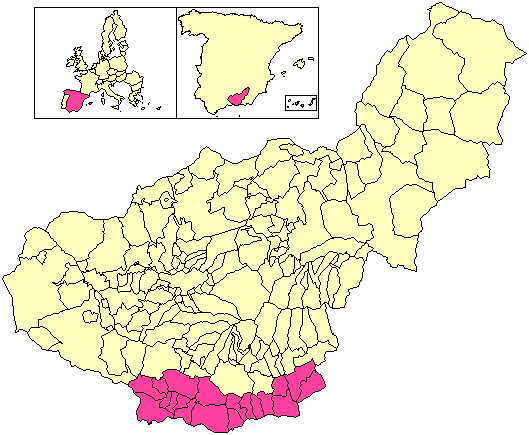
Situación de la Mancomunidad de Municipios de la Costa Tropical de Granada en la provincia de Granada.

## Municipios
Esta entidad está formada por los siguientes municipios:
- Albondón
- Albuñol
- Almuñécar
- Los Guájares
- Gualchos
- Ítrabo
- Jete
- Lentegí
- Lújar
- Molvízar
- Motril
- Murtas
- Otívar
- Polopos
- Rubite
- Salobreña
- Sorvilán
- Turón
- Torrenueva Costa
- Vélez de Benaudalla